# NWA 12690
Метеорит Northwest Africa 12690, NWA 12690 (с англ. — «Северо-Западная Африка 12690») — пятый по размеру из обнаруженных марсианских метеоритов массой около 9,1 кг, найденный 16 декабря 2018 года в Северо-Западной Африке.

## История
NWA 12690 был найден 16 декабря 2018 года малийским кочевником недалеко от Ахемелемля в Северо-Западной Африке и куплен в 2019 году Беном Хефнагельсом в Нигере.
Исследования фрагментов метеорита провели Ансгар Грешак из Берлинского музея естествознания и, по инициативе Бена Хефнагельса, Пол Карпентер из Университета Вашингтона в Сент-Луисе.

## Характеристики
Метеорит представляет собой крупный зеленоватый экземпляр диабазовой структуры с небольшой коркой плавления. Состоит, в основном, из кальциевых пироксенов размером до 3 мм и зёрен маскелинита, а также включений ильменита, ульвёшпинели, мерриллита и пирротина. Имеются зоны мирмекитового распада, состоящие из насыщенного железом пироксена, фаялита и кремнезема, и множество очагов ударного расплава.